# 伊賀局 (篠塚重広の娘)

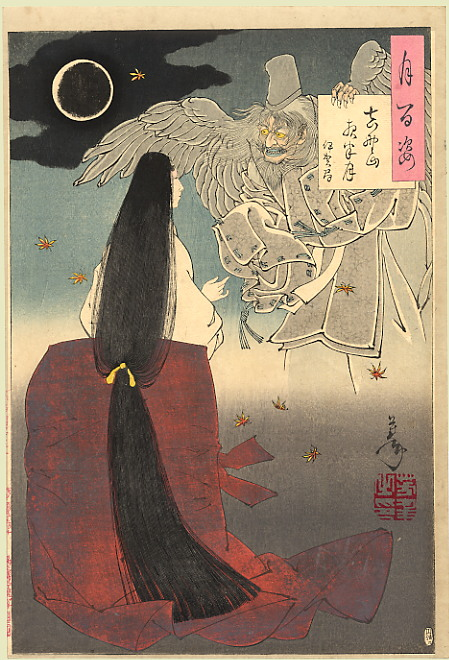
『吉野山夜半月』（月岡芳年『月百姿』）伊賀局と藤原基任の亡霊

伊賀局（いがのつぼね、生年不詳 - 元中元年/至徳元年10月13日（1384年11月26日））は、南北朝時代の勇女とされる女性。篠塚重広の娘。
後醍醐天皇の女院阿野廉子に女官として出仕する。後に楠木正成の三男楠木正儀の妻となった。
室町時代の説話集『吉野拾遺』では、正平2年/貞和3年（1347年）6月10日、藤原基任の幽霊と邂逅したことが記入されている（『吉野拾遺』 伊賀局化物ニ遭フ事）。
翌正平3年/貞和4年（1348年）1月24日、北朝方の高師直に吉野行宮を攻められ、後村上天皇が母である廉子と共に賀名生行宮へ落ち延びた時、伊賀局も付き従った。途中、吉野川に架かる橋が崩れていたが、伊賀局は大力を以て近辺の桜や松の枝を折り川へ投げ込み橋を作り、廉子を背負って対岸へ渡った（『吉野拾遺』 同局芳野川ニテ高名ノ事）。